# Regent Terrace
Regent Terrace est une rue résidentielle de 34 maisons classiques située sur la colline de Calton Hill à Édimbourg, en Écosse. En 1995, Regent Terrace, faisant partie de la « Nouvelle et vieille ville d'Édimbourg », a été inscrite sur la liste du patrimoine mondial,.

## Histoire
Regent Terrace doit son nom à la visite de George IV à Édimbourg en 1822, qui était prince régent pendant la maladie de son père, George III. Regent Terrace a été planifiée en 1825 par l'architecte William Henry Playfair et construite de 1831 à 1833. Playfair a conçu Regent Terrace, Royal Terrace et Carlton Terrace comme une extension vers l'est de la New Town, son projet étant plus spectaculaire que le plan de ville original de Craig. L'ensemble des trois Terraces est réputé pour être le plus long groupe continu de bâtiments géorgiens à Édimbourg. Playfair espérait attirer « des gens à la mode et riches » à Regent Terrace. Ces résidences sont toutes classées comme bâtiments protégés de catégorie A.

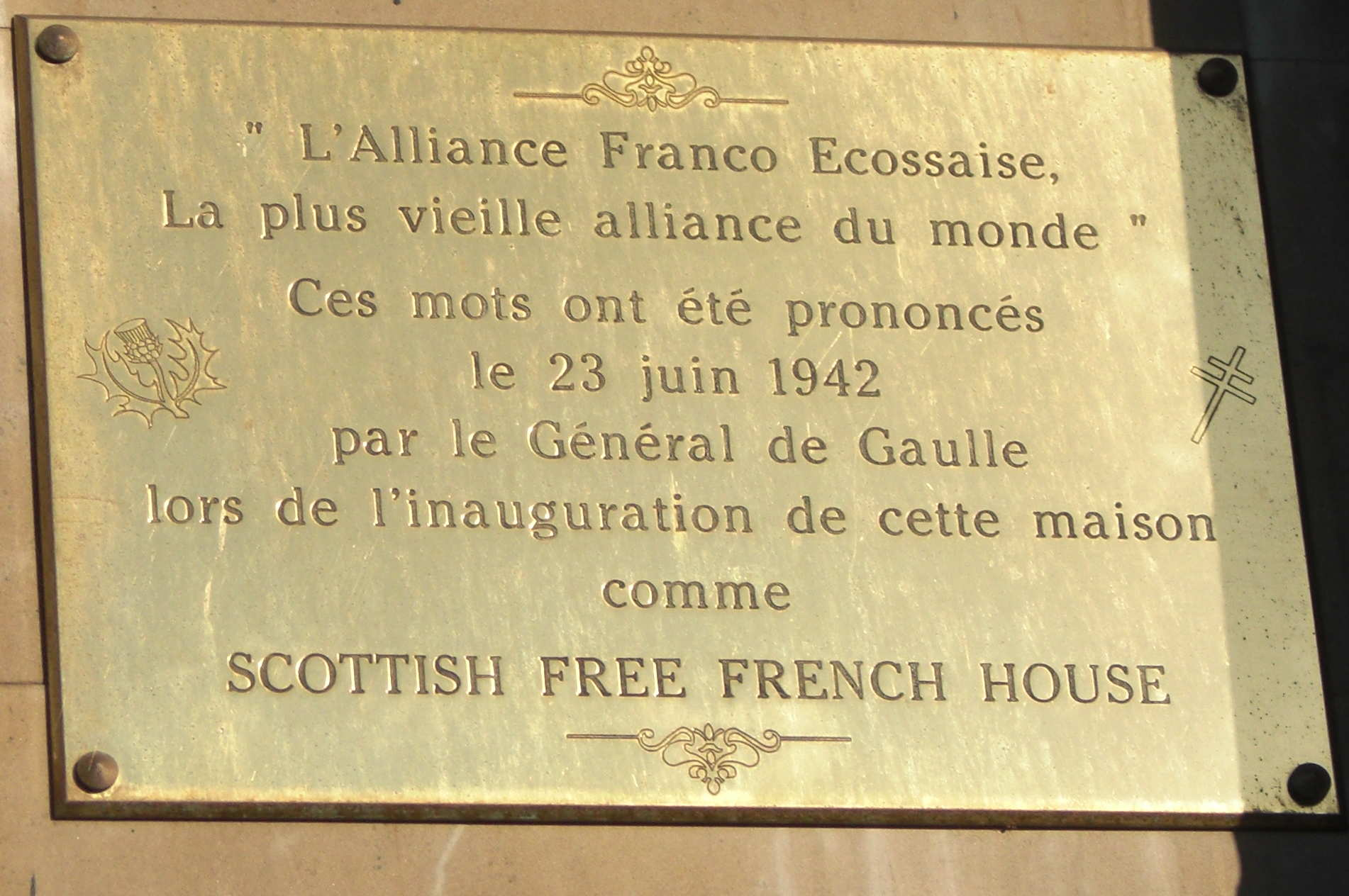
Le panneau devant le 28 Regent Terrace.

Ces maisons n'avaient à l'origine que deux étages (certaines sont maintenant élevées à trois étages),.
Depuis 1951, le consulat des États-Unis est situé au 3 Regent Terrace. Le n°28 était le bâtiment de la France libre du Général de Gaulle et devint plus tard le consulat général de France. Avant 2008, le numéro 32 était le consulat général de Norvège.

## Prix
Le n°6 Regent Terrace s'est vendu 1 500 £ en 1831 et 2 700 £ en 1877. Le prix a depuis baissé, atteignant seulement 1 000 £ avant la Seconde Guerre mondiale, s'élevant à 2 000 £ à la fin de la guerre. Le prix est ensuite passé de 4 000 £ au milieu des années 1950, à 400 000 £ en 1993 et plus de 2 millions de £ en 2008.